# 랭킹 베이스볼
'랭킹 베이스볼은 2016년 프로 야구 시즌에 한해서 매주 월요일 밤 6시 20분에 스카이 스포츠에서 방송되던 텔레비전 프로그램이다.

## 방영 시간
- 매주 월요일 저녁 6시 20분 ~ 7시 20분 (2016년 5월 ~ 10월 3일)

## 같이 보기
- 아이 러브 베이스볼
- 베이스볼 S
- 베이스볼 투나잇
- 워너 B
- 오늘의 야구
- 야구 읽어주는 남자
- 주간야구
- 야시장
- 먼데이 나잇 베이스볼
- 불야성
- 베이스볼 어워즈
- 합의판정
- 베이스볼 어워즈
- 스포츠 타임 베이스볼